# Tylocidaris
Tylocidaris is een geslacht van uitgestorven zee-egels uit de familie Psychocidaridae, die leefden van het Laat-Krijt tot het Eoceen.

## Beschrijving
Deze zee-egels hadden een ronde, iets afgeplatte schaal, die was samengesteld uit tien rijen interambulacrale knobbels, bezet met massieve, knotsvormige stekels, ter bescherming van het dier. De normale diameter bedroeg ongeveer 3 cm.

## Leefwijze
Vertegenwoordigers van dit omnivore geslacht bewoonden de bodem van open zeeën, waar ze zich voedden zich met schelpdieren en sponzen.

## Soorten
- Tylocidaris ohshimai (Ikeda, 1935) †
- Tylocidaris macneili Cooke, 1959 †
- Tylocidaris pomifer †
- Tylocidaris ravni Brotzen, 1960 †
- Tylocidaris rosenkrantzi Brotzen, 1960 †
- Tylocidaris salina Cooke, 1959 †
- Tylocidaris windi Brotzen, 1960 †